# بلودستيند: ريتشوال أف ذا نايت
بلودستيند: ريتشوال أف ذا نايت (بالإنجليزية:Bloodstained: Ritual of the Night)، هي لعبة فيديو من تطوير ستوديو آرت بلاي، ومن نشر 505 جيمز الإيطالية، صدرت في الأسواق شهر يونيو 2019، وتعمل على منصات بلاي ستيشن، نينتندو سويتش، إكس بوكس ون ومايكروسوفت ويندوز.